# Épine mentale
Les épines mentales (appelées également les épines mentonnières ou les apophyses geni) sont de petites saillies osseuses situées sur la face postérieure de la mandibule.

## Description
Généralement les épines mentales sont au nombre de quatre : deux supérieures et deux inférieures. Elles peuvent être plus ou moins fusionnées en une seule saillie osseuse comportant une ou plusieurs épine. Globalement elles sont nommées processus geni.
Elles se trouvent sur la ligne médiane de la face postérieure de la mandibule.
Les épines mentales se trouvent sur la face postérieure de la mandibule (os de la mâchoire inférieure) sur la ligne médiane.

### Variation
Les épines mentales sont présentes chez 98% des personnes. Plus de 70% des personnes peuvent n'avoir que deux épines supérieures, tandis qu'environ 20% peuvent avoir les quatre épines.

## Rôle
Les épines mentales inférieures sont les points d'insertion du muscle génio-hyoïdien, l'un des muscles suprahyoïdiens, et les épines mentales supérieures sont l'origine du muscle génioglosse, l'un des muscles de la langue.

## Aspect clinique
Les épines mentales sont des repères importants pour la chirurgie maxillofaciale, les dentistes et les radiologues.